# Bliklopen

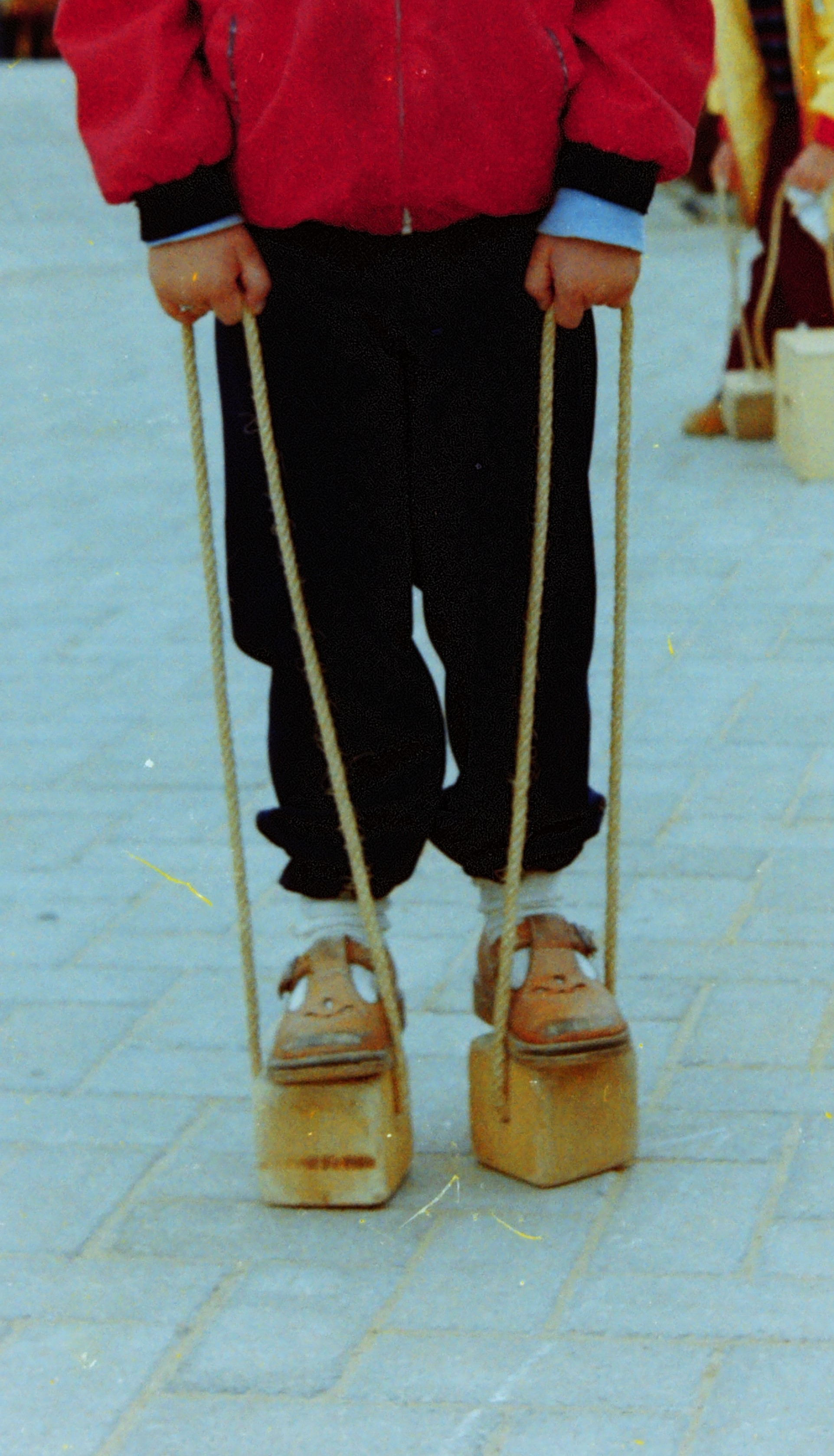
Bloklopen

Bliklopen ookwel buslopen of bloklopen is een Oudhollandse bezigheid waarbij het de bedoeling is dat men loopt op blikken of blokken.
De blikken/blokken worden aan weerszijden doorboord. Door de gaatjes wordt een touw gehaald dat in een lus wordt vastgeknoopt. Vervolgens kan men op de blikken gaan staan en de touwen ter stabiliteit in de handen nemen. De touwen worden een beetje strakgehouden zodat de blikken beter onder de voeten blijven.
Vroeger werden de 'blikken' daadwerkelijk van huis-tuin-en-keukenconservenblikken gemaakt. Vandaag de dag kan men ook varianten in kunststof en hout kopen, hoewel het idee hetzelfde blijft.